# Kristian House
Kristian House, nacido el 6 de octubre de 1979 en Bournemouth, es un ciclista británico profesional desde 2006 hasta 2017. 

## Palmarés
| 2003 - 1 etapa del Herald Sun Tour 2006 - 1 etapa del Tour de Bretaña - FBD Insurance Rás - Tour de Tasmania, más 1 etapa - 1 etapa del Tour de Southland 2009 - Campeonato del Reino Unido en Ruta 2010 - 1 etapa del Tour de Japón | 2011 - Tour de Sudáfrica, más 1 etapa - 1 etapa de la Vuelta a León 2014 - Trofeo Beaumont 2016 - 1 etapa del New Zealand Cycle Classic - 1 etapa del Tour de Corea |

## Equipos
- Recycling.co.uk (2006)
- Navigators Insurance (2007)
- Rapha Condor/Rapha Condor JLT/JLT Condor (2008-2015)
  - Rapha Condor (2008-2012)
  - Rapha Condor JLT (2013-2014)
  - JLT Condor (2015)
- One Pro Cycling (2016-2017)